# Federico (nombre)
Federico es un nombre propio masculino de origen germánico, derivado de Friedrich, y su significado es «aquel que impone la paz», «que manda para la paz» o «príncipe de la paz». Deriva del antiguo germano Frithureiks, de frithu, «paz», y reiks, «jefe, caudillo, poderoso, jerarca, líder». 
Una variante en español es Fadrique, frecuente en la Edad Media pero actualmente casi en desuso.  Según Jesús Burgueño, la terminación consonántica "c" (como, en este caso, Frédéric, Frederik, Fredrik) resulta incómoda, por lo que el lenguaje común crea una adaptación también usada en dique, ataque, roque, etc.

## Santos
- San Federico de Utrecht: 18 de julio.
- San Federico Albert, presbítero: 30 de septiembre.

## Variantes
- Femenino: Federica.
- Diminutivo: Fede, Fed, Federiquito, Federiquillo.

| Variantes en otros idiomas | Variantes en otros idiomas |
| -------------------------- | -------------------------- |
| Español                    | Federico / Fadrique        |
| Alemán                     | Friedrich, Fritz           |
| Árabe                      | فريدريك                    |
| Aragonés                   | Frederico                  |
| Armenio                    | Ֆրիդրիխ (Fridrix)          |
| Asturiano                  | Federicu                   |
| Bosnio                     | Fridrik                    |
| Bretón                     | Frederig                   |
| Búlgaro                    | Фридрих (Fridrih)          |
| Catalán                    | Frederic                   |
| Checo                      | Bedřich                    |
| Coreano                    | 프레드릭 (Peuledeulig)     |
| Corso                      | Federicu                   |
| Croata                     | Fridrik                    |
| Danés                      | Frederik                   |
| Emiliano-romañol           | Fedrìgh                    |
| Eslovaco                   | Frederik                   |
| Esloveno                   | Friderik                   |
| Esperanto                  | Frederiko                  |
| Euskera                    | Frederiko, Perderika       |
| Feroés                     | Fríðrikur, Frits           |
| Finés                      | Fredrik, Feetrikki         |
| Francés                    | Frédéric                   |
| Frisio                     | Freark                     |
| Galés                      | Ffrederic                  |
| Gallego                    | Federico o Frederico       |
| Georgiano                  | ფრიდრიხ (Fridrix)          |
| Griego                     | Φρειδερίκος (Freideríkos)  |
| Húngaro                    | Frigyes                    |
| Inglés                     | Frederick                  |
| Irlandés                   | Feardorcha                 |
| Islandés                   | Friðrik                    |
| Italiano                   | Federico                   |
| Japonés                    | フレドリック (Furedorikku) |
| Latín                      | Fridericus                 |
| Letón                      | Frīdrihs                   |
| Lituano                    | Fridrikas                  |
| Maltés                     | Frederiku                  |
| Neerlandés                 | Frederik                   |
| Noruego                    | Fredrik                    |
| Plautdietsch               | Freerk                     |
| Polaco                     | Fryderyk                   |
| Portugués                  | Frederico                  |
| Rumano                     | Frederic                   |
| Ruso                       | Фридрих (Fridrih)          |
| Sardo                      | Federìcu                   |
| Serbio                     | Фридрих (Fridrih)          |
| Siciliano                  | Fidirico                   |
| Sueco                      | Fredrik                    |
| Ucraniano                  | Фрідріх (Fridrih)          |